# Danske fodboldlandskampe i 1980'erne
Danske fodboldlandskampe i 1980'erne går over en epoke med den helt store optur for dansk fodbold med Sepp Piontek som landstræner gennem hele årtiet.
Det var lige i slutningen af æraen med de nordiske mesterskaber, hvor Danmark mødte Sverige, Norge og Finland nærmest årligt.
Hvor højdepunktet hidtil havde været arvefjendeopgørerne mod Sverige, fik publikum nu også interesse for kampene mod de store nationer, som landsholdet begyndte at kunne bide skeer med.
Da nationalmandskabet tillige begyndte at kvalificere sig til slutrunderne, opstod fankulturen roligans.
Kulminationen kom midt i årtiet med pragtpræstationerne ved EM i 1984 i Frankrig og VM i 1986 i Mexico.
Mod slutningen af årtiet afviklede DBU en jubilæumsturnering i anledning af organisationens 100-års fødselsdag.
Den frembragte en midlertidig opblomstring fra bølgedalen ved overgangen til halvfemsernes landshold.

## 1980
Endnu var konceptet ikke begyndt at virke optimalt. I VM-kvalifikationen var det kun Luxembourg, der blev besejret.
Dog skal tilføjes, at kampen mod Grækenland var sådan en, hvor målet var forhekset. Danmark vadede i chancer, mens Grækenland scorede på deres eneste.
Reservemålmanden Nikos Sarganis havde den ene lykkeredning efter den anden.
Efter Sverige havde vundet det Nordiske Mesterskab ni gange i træk, lykkedes det Danmark at vinde titlen for 2. gang, i turneringen, der forløb over årene 1978-1980.
I alt bød året på tre sejre, to uafgjorte og fire nederlag, med en målscore på 12-11 i Danmarks favør.
Topscorer blev Frank Arnesen med fire mål, efterfulgt af Allan Simonsen, Lars Bastrup og Preben Elkjær hver med to,
mens Jens Steffensen og Benny Nielsen med hver et.
Flest spilleminutter blev der til Lars Bastrup 713, Jens Jørn Bertelsen 685, Ole Rasmussen fra OB 602, Jens Steffensen fra Arminia Bielefeld 582,
Per Røntved 565, Preben Elkjær 540, Ole Qvist 495, Morten Olsen 450, Allan Simonsen 450, Frank Arnesen 450 og Søren Lerby 450.
Reservegrundstammen bestod af: Sten Ziegler fra Ajax 360, Frank Olsen fra AGF 360, Ole Kjær 315, Klaus Nørregård fra KB 282,
Henning Jensen fra Ajax 237, Søren Busk 180, Poul Andersen fra OB 180, Kim Sander fra AGF 180, Benny Nielsen 145,
Jan Sørensen fra Club Brügge 103, Ole Madsen fra Esbjerg fB 90, Ole Skouboe fra Kolding 90, Ivan Nielsen 90,
Bjarne Petterson 65, Klaus Berggreen 64, Jesper Olsen 45, Michael Schäfer 45, Thomas Larsen 27, Johnny Jacobsen 26,
Ulrik Tychosen 25, Peter Hertz 11 og Kenneth Brylle 8 minutter.
| Nr. | Dato       | Modstander    | Spillested | Resultat | Turnering             | Bemærkning                    |
| --- | ---------- | ------------- | ---------- | -------- | --------------------- | ----------------------------- |
| 1   | 07.05.1980 | Sverige       | Göteborg   | 1 - 0    | Nordiske Mesterskaber | -                             |
| 2   | 21.05.1980 | Spanien       | København  | 2 - 2    | Venskabskamp          | -                             |
| 3   | 04.06.1980 | Norge         | København  | 3 - 1    | Nordiske Mesterskaber | -                             |
| 4   | 12.07.1980 | Sovjetunionen | Moskva     | 0 - 2    | Venskabskamp          | Jesper Olsens debut           |
| 5   | 27.08.1980 | Schweiz       | Lausanne   | 1 - 1    | Venskabskamp          | Ole Madsens debut             |
| 6   | 27.09.1980 | Jugoslavien   | Ljubljana  | 1 - 2    | VM Kvalifikation      | -                             |
| 7   | 15.10.1980 | Grækenland    | København  | 0 - 1    | VM kvalifikation      | Benny Nielsens 28. og sidste  |
| 8   | 01.11.1980 | Italien       | Rom        | 0 - 2    | VM kvalifikation      | Henning Jensens 21. og sidste |
| 9   | 19.11.1980 | Luxembourg    | København  | 4 - 0    | VM kvalifikation      | Kenneth Brylles debut         |

## 1981
Landsholdet spæde gennembrud kom med sejren på 3-1 over Italien; hvilket i øvrigt var italienernes eneste nederlag på vejen til verdensmesterskabet året efter.
Med nederlaget til Jugoslavien senere på året forpassede Danmark sin chance for at deltage ved slutrunden i Spanien.
Revanchesejren over Grækenland bevirkede, at Danmark endte på tredjepladsen netop foran Grækenland.
Året bød på otte sejre, ingen uafgjorte og så kun det ene netop omtalte nederlag. Målscoren blev 20-10.
Topscorer var: Preben Elkjær med fem træffere, forfulgt af Frank Arnesen fire, Allan Simonsen og Lars Bastrup hver tre, mens de sidste fem scoringer blev fordelt på Per Røntved, John Lauridsen, Henrik Eigenbrod, Lars Lundkvist og Søren Lerby.
Jens Jørn Bertelsen spillede samtlige 810 minutter. Desuden var der mest spilletid til: Ole Rasmussen 800, Ole Qvist 720, Per Røntved 720, Preben Elkjær 630,
Allan Simonsen 563, Lars Bastrup 540, Frank Arnesen 534, Ole Madsen 483, Henrik Eigenbrod fra KB 464 og Søren Lerby 450 minutter.
Mest benyttede reserver var Morten Olsen 435, Søren Busk 360, Lars Lundkvist fra AGF 209, John Eriksen fra Roda 160, Frank Olsen 156,
Allan Hansen fra OB 136, Sten Ziegler 124, Michael Manniche 103, John Lauridsen 102, Ole Kjær 90, Ivan Nielsen 90,
Vilhelm Munk Nielsen 70, Kenneth Brylle 61, Ulrich Tychosen 44, Steen Hansen 26, Jens Kolding fra B93 20 og Michael Schäfer 10 minutter.
| Nr. | Dato       | Modstander  | Spillested | Resultat | Turnering             | Bemærkning                       |
| --- | ---------- | ----------- | ---------- | -------- | --------------------- | -------------------------------- |
| 10  | 15.04.1981 | Rumænien    | København  | 2 - 1    | Venskabskamp          | John Eriksens debut              |
| 11  | 01.05.1981 | Luxembourg  | Luxembourg | 2 - 1    | VM kvalifikation      | -                                |
| 12  | 14.05.1981 | Sverige     | Malmö      | 2 - 1    | Nordiske Mesterskaber | -                                |
| 13  | 03.06.1981 | Italien     | København  | 3 - 1    | VM kvalifikation      | Morten Olsens kamp nr. 50        |
| 14  | 12.08.1981 | Finland     | Tammerfors | 2 - 1    | Nordiske Mesterskaber | John Lauridsens debut            |
| 15  | 26.08.1981 | Island      | København  | 3 - 0    | Venskabskamp          | -                                |
| 16  | 09.09.1981 | Jugoslavien | København  | 1 - 2    | VM kvalifikation      | -                                |
| 17  | 23.09.1981 | Norge       | København  | 2 - 1    | Nordiske Mesterskaber | Jens Jørn Bertelsens kamp nr. 25 |
| 18  | 14.10.1981 | Grækenland  | Saloniki   | 3 - 2    | VM kvalifikation      | Sten Zieglers 25. og sidste      |

## 1982
Den for dansk fodbolds mest minderige episode fra dette år var Jesper Olsens udligning mod Peter Shilton i Englands mål i sidste minut; hvilket et år senere skulle vise sig at være ret så betydningsfuldt.
Resultaterne var ingenlunde så overbevisende som året før. Det blev til tre sejre, to uafgjorte og fire nederlag. Målscoren blev negativ 11-13.
Danmark genvandt det Nordiske Mesterskab, som hermed blev indstillet.
Michael Laudrup debuterede på landsholdet dette år og blev allerede holdets topscorer, dog med blot to mål. Det samme scorede Søren Lerby.
Desuden blev det til 1 mål fra Allan Hansen fra HSV, Jesper Olsen, Frank Arnesen, Preben Elkjær, Lars Bastrup, Søren Busk og Klaus Berggreen.
Per Røntved spillede samtlige 810 minutter. Det øvrige stamhold bestod af Jens Jørn Bertelsen 630, Jesper Olsen 609, Søren Busk 585, Søren Lerby 495, Ole Qvist 483,
Ole Madsen 454, Lars Bastrup 450, John Sivebæk 394, Preben Elkjær 361 og Ivan Nielsen 360.
Reserver: Allan Hansen 337, Ole Rasmussen 270, Frank Arnesen 257, John Lauridsen 243, Ole Kjær 237, Michael Laudrup 225, Søren Skov 207, Kim Ziegler 190,
Jan Mølby 186, Morten Olsen 180, Flemming Christensen 142, Klaus Berggreen 93, Henrik Eigenbrod 90,
Steen Hansen fra Hvidovre IF 90, Troels Rasmussen fra AGF 90, Lars Lundqvist 85, Allan Simonsen 80, Michael Birkedal fra FC Twente 75,
John Eriksen 73, Morten Donnerup fra AGF 67, John Helt 39 og Henrik Jensen fra Hvidovre 23.
| Nr. | Dato       | Modstander      | Spillested | Resultat | Turnering             | Bemærkning                 |
| --- | ---------- | --------------- | ---------- | -------- | --------------------- | -------------------------- |
| 19  | 05.05.1982 | Sverige         | København  | 1 - 1    | Nordiske Mesterskaber | John Sivebæks debut        |
| 20  | 19.05.1982 | Østrig          | Wien       | 0 - 1    | Venskabskamp          | -                          |
| 21  | 27.05.1982 | Belgien         | København  | 1 - 0    | Venskabskamp          | Preben Elkjærs kamp nr. 25 |
| 22  | 15.06.1982 | Norge           | Oslo       | 1 - 2    | Nordiske Mesterskaber | Michael Laudrups debut     |
| 23  | 11.08.1982 | Finland         | København  | 3 - 2    | Nordiske Mesterskaber | Søren Lerbys kamp nr. 25   |
| 24  | 01.09.1982 | Rumænien        | Bukarest   | 0 - 1    | Venskabskamp          | John Helts debut           |
| 25  | 22.09.1982 | England         | København  | 2 - 2    | EM kvalifikation      | Troels Rasmussens debut    |
| 26  | 27.10.1982 | Tjekkoslovakiet | København  | 1 - 3    | Venskabskamp          | -                          |
| 27  | 10.11.1982 | Luxembourg      | Luxembourg | 2 - 1    | EM kvalifikation      | Per Røntveds 75. og sidste |

## 1983
Højdepunktet var, da landsholdet med sejren i Athen for første gang kvalificerede sig til en slutrunde.
Uforglemmelig var også sejren over England på Wembley, hvor Ole Kjær fremtryllede en feberredning i slutminutterne.
Kvalifikationen til OL i Los Angeles gik til gengæld mindre godt; men det var heller ikke mange af de normale førstevalgsspillere, der deltog i disse kampe.
Syv sejre, tre uafgjorte og tre nederlag. Målscoren blev 23-9. Topscorer Michael Laudrup med syv mål, efterfulgt af Allan Simonsen og Preben Elkjær med hver fire scoringer.
Michael Manniche traf nettet to gange, mens det til en enkelt for Søren Busk, Morten Donnerup, Brian Chrøis, Jesper Olsen, Michael Spangsborg og Kenneth Brylle.
Mest retvisende er det at vise spilleminutterne for hver af de to landshold.
Hovedlandsholdet: Ole Kjær 630, Klaus Berggreen 623, Allan Simonsen 619, Jens Jørn Bertelsen 540, Ivan Nielsen 540, Morten Olsen 536, Søren Busk 450,
Jesper Olsen 450, Søren Lerby 450, John Lauridsen 416 og Preben Elkjær 416. Reserver: Ole Rasmussen 409, Michael Laudrup 392 (heraf 90 på OL-holdet),
Ole Madsen 270, Jan Mølby 94, Kenneth Brylle 83, Lars Bastrup 45, Per Frimann 7 og Frank Arnesen 1.
OL-holdet: John Sivebæk 563 (heraf 23 på A-landsholdet), Ejner Rahbek 540, Pierre Larsen 481, Morten Donnerup 378, Brian Chrøis 374, Ole Østergaard 360, Frank Klausen 315,
Michael Manniche 295, Leif Hansen 277, Michael Christensen, 270 og Troels Rasmussen 270. Reserver: Michael Spangsborg 249, John Helt 269 (heraf 22 på A-holdet),
Vilhelm Munk Nielsen 224, Lars Høgh 180, Lars Lundqvist 158,
Alan Hansen fra Kolding 122,
Keld Bordinggaard 92, Flemming Christensen 94 (heraf 4 minutter på A-holdet), Alex Nielsen 90, Michael Schäfer 90, Kent Nielsen 90, Kim Vilfort 71,
Lars Lunde 45 og Tommy Christensen 3.
| Nr. | Dato       | Modstander | Spillested | Resultat | Turnering        | Bemærkning                  |
| --- | ---------- | ---------- | ---------- | -------- | ---------------- | --------------------------- |
| 28  | 27.04.1983 | Grækenland | København  | 1 - 0    | EM kvalifikation | Lars Bastrups 30. og sidste |
| 29  | 04.05.1983 | DDR        | Århus      | 1 - 2    | OL kvalifikation | -                           |
| 30  | 19.05.1983 | Norge      | Århus      | 2 - 2    | OL kvalifikation | Lars Høghs debut            |
| 31  | 01.06.1983 | Ungarn     | København  | 3 - 1    | EM kvalifikation | -                           |
| 32  | 22.06.1983 | Finland    | Århus      | 3 - 0    | OL kvalifikation | -                           |
| 33  | 17.08.1983 | Norge      | Oslo       | 1 - 1    | OL kvalifikation | -                           |
| 34  | 24.08.1983 | Finland    | Rovaniemi  | 0 - 0    | OL kvalifikation | Keld Bordinggaards debut    |
| 35  | 07.09.1983 | Frankrig   | København  | 3 - 1    | Venskabskamp     | -                           |
| 36  | 21.09.1983 | England    | London     | 1 - 0    | EM kvalifikation | Danmarks 1. sejr på Wembley |
| 37  | 05.10.1983 | Polen      | Århus      | 0 - 1    | OL kvalifikation | Kent Nielsens debut         |
| 38  | 12.10.1983 | Luxembourg | København  | 6 - 0    | EM kvalifikation | Per Frimanns debut          |
| 39  | 26.10.1983 | Ungarn     | Budapest   | 0 - 1    | EM kvalifikation | -                           |
| 40  | 16.11.1983 | Grækenland | Athen      | 2 - 0    | EM kvalifikation | -                           |

## 1984
Året blev indledt med en afklapsning på 0-6 i Holland, og de øvrige venskabskampe op til slutrunden i Frankrig var heller ikke for overbevisende.
Efter nederlaget til værtsnationen i åbningskampen kom der rigtig gang i de rød-hvide drenge med en storsejr over Jugoslavien og det store come-back mod Belgien.
I semifinalen fik Spanien udlignet sent i kampen, som måtte ud i straffesparkskonkurrence, som endte med at Preben Elkjær, med en revne i bukserne, sparkede over mål.
Alt i alt gav året 6 sejre, 3 uafgjorte og 6 nederlag, med en målscore på 19-20. Målscorerne for Danmark var: Preben Elkjær 6, Frank Arnesen 3, Søren Lerby 2,
Michael Laudrup 2, John Eriksen 1, Klaus Berggreen 1, John Lauridsen 1, Kenneth Brylle 1, Flemming Christensen 1 og Henrik Eigenbrod 1.
A-landsholdet: Preben Elkjær 1.156 minutter, Michael Laudrup 1.085, Søren Busk 1.065, Ivan Nielsen 1.020, Jens Jørn Bertelsen 988, Ole Qvist 975, Klaus Berggreen 964,
Morten Olsen 878, Søren Lerby 790, Frank Arnesen 570, Ole Rasmussen 586 (heraf 90 på OL-holdet). Reserver: Jan Mølby 493, John Sivebæk 623 (heraf 150 på OL-holdet),
John Lauridsen 346, Jesper Olsen 320, Allan Simonsen 318, Kim Christofte 270, Kenneth Brylle 256, Michael Manniche 121, Ole Madsen 99,
Ole Kjær 90, Henrik Eigenbrod 90, Per Frimann 45, Allan Hansen 45, John Eriksen 45, Flemming Christensen 29 og Steen Thychosen 14 minutter.
OL-holdet: 180 minutter til Troels Rasmussen (+135 på A-holdet), Mogens Hansen (+18 på A-holdet), Ejner Rahbek, John Larsen, Allan Nielsen, John Helt, Pierre Larsen og Kim Vilfort.
Desuden Brian Chrøis 120, Torben Christensen 100, Steen Hansen 60 og Frank Løndal 20 minutter.
| Nr. | Dato       | Modstander      | Spillested | Resultat | Turnering        | Bemærkning                       |
| --- | ---------- | --------------- | ---------- | -------- | ---------------- | -------------------------------- |
| 41  | 14.03.1984 | Holland         | Amsterdam  | 0 - 6    | Venskabskamp     | Største nederlag i 80-erne       |
| 42  | 11.04.1984 | Spanien         | Valencia   | 1 - 2    | Venskabskamp     | Ole Madsens 18. og sidste kamp   |
| 43  | 18.04.1984 | DDR             | Magdeburg  | 0 - 4    | OL kvalifikation | Allan Nielsens debut             |
| 44  | 22.04.1984 | Polen           | Lublin     | 0 - 0    | OL kvalifikation | -                                |
| 45  | 16.05.1984 | Tjekkoslovakiet | Prag       | 0 - 1    | Venskabskamp     | -                                |
| 46  | 06.06.1984 | Sverige         | Göteborg   | 1 - 0    | Venskabskamp     | -                                |
| 47  | 08.06.1984 | Bulgarien       | København  | 1 - 1    | Venskabskamp     | Ole Qvist kamp nr. 25            |
| 48  | 12.06.1984 | Frankrig        | Paris      | 0 - 1    | EM slutrunde     | -                                |
| 49  | 16.06.1984 | Jugoslavien     | Lyon       | 5 - 0    | EM slutrunde     | -                                |
| 50  | 19.06.1984 | Belgien         | Strasbourg | 3 - 2    | EM slutrunde     | -                                |
| 51  | 24.06.1984 | Spanien         | Lyon       | 1 - 1    | EM slutrunde     | -                                |
| 52  | 12.09.1984 | Østrig          | København  | 3 - 1    | Venskabskamp     | Kim Christoftes debut            |
| 53  | 26.09.1984 | Norge           | København  | 1 - 0    | VM kvalifikation | -                                |
| 54  | 17.10.1984 | Schweiz         | Bern       | 0 - 1    | VM kvalifikation | Jens Jørn Bertelsens kamp nr. 50 |
| 55  | 14.11.1984 | Irland          | København  | 3 - 0    | VM kvalifikation | -                                |

## 1985
Sejren grundlovsdag over Sovjetunionen er af mange kåret som landsholdets bedste kamp nogensinde; hvor Preben Elkjær scorer: "Fra en fuldstændig vanvittig vinkel."
Ved pausen i Norge var Danmark bagud med 0-1, og intet tydede på at holdet skulle formå at kvalificere sig VM i Mexico.
I anden halvleg gik det dog stærkt, og det blev til ikke mindre end 5 scoringer, heraf 2 af Klaus Berggreen i hans livs kamp.
Sejren i Irland var forholdsvis smertefrit og er bedst kendetegnet ved, at John Sivebæk scorede sit eneste landskampsmål.
Året bød på 4 sejre, 1 uafgjort og 3 nederlag, med en målscore på 17-10. Danske målscorere: Michael Laudrup 6, Preben Elkjær 5, Klaus Berggreen 3, Søren Lerby 1,
John Sivebæk 1 og John Lauridsen 1.
Flest minutter blev der til Søren Busk 622. Derpå fulgte Morten Olsen 609, Klaus Berggreen 585, Michael Laudrup 540, Preben Elkjær 532, Søren Lerby 509, Ivan Nielsen 499, Troels Rasmussen 450, Frank Arnesen 443, John Sivebæk 427, Jens Jørn Bertelsen 391. Reserver: Per Frimann 321, Ole Qvist 238, Jan Mølby 230, Allan Simonsen 225, Jesper Olsen 167, Henrik Andersen 147, John Lauridsen 135, Ole Rasmussen 90, John Stampe 90, Kent Nielsen 90, Kim Christofte 90, John Helt 90, Torben Christensen 60, Flemming Christensen 58, Allan Hansen 45, Jan Bartram 45, Pierre Larsen 45, Kenneth Brylle 45, Morten Donnerup 32, Lars Høgh 32, Kim Vilfort 30 og Ejner Rahbek 8 minutter.
| Nr. | Dato       | Modstander    | Spillested  | Resultat | Turnering        | Bemærkning                   |
| --- | ---------- | ------------- | ----------- | -------- | ---------------- | ---------------------------- |
| 56  | 27.01.1985 | Honduras      | Tegucigalpa | 0 - 1    | Venskabskamp     | Jan Bartrams debut           |
| 57  | 08.05.1985 | DDR           | København   | 4 - 1    | Venskabskamp     | Henrik Andersens debut       |
| 58  | 05.06.1985 | Sovjetunionen | København   | 4 - 2    | VM kvalifikation | -                            |
| 59  | 11.09.1985 | Sverige       | København   | 0 - 3    | Venskabskamp     | Allan Simonsens kamp nr. 50  |
| 60  | 25.09.1985 | Sovjetunionen | Moskva      | 0 - 1    | VM kvalifikation | Preben Elkjærs kamp nr. 50   |
| 61  | 09.10.1985 | Schweiz       | København   | 0 - 0    | VM kvalifikation | Michael Laudrups kamp nr. 25 |
| 62  | 16.10.1985 | Norge         | Oslo        | 5 - 1    | VM kvalifikation | Morten Olsens kamp nr. 75    |
| 63  | 13.11.1985 | Irland        | Dublin      | 4 - 1    | VM kvalifikation | -                            |

## 1986
Dette var året, hvor mange danskere stod op midt om natten for at begejstres af kampene i den indledende runde, ikke mindst matchen mod Uruguay står klart i erindringen.
Hvem husker ikke Svend Gehrs' berømte kommentar: "Nu skyder han ... nej han venter da ... ah Michael Laudrup ... det er genialt det der!".
Festlighederne stoppede først, da Jesper Olsen begik sin fatale tilbagelægning, efter dog først at have bragt Danmark foran med 1-0, som Emilio Butragueno ikke var sen til at udnytte og efterfølgende scorede yderligere 3 mål i ottendedelsfinalen.
Hele året bød på 6 sejre, 2 uafgjorte og 4 nederlag, med en målscore på 14-13. Danske målscorere var: Preben Elkjær 5, Jesper Olsen 3, John Eriksen 2, Flemming Christensen 1,
Søren Lerby 1, Michael Laudrup 1 og Jens Jørn Bertelsen 1.
Flest spilleminutter: Søren Lerby 900, Morten Olsen 900, Michael Laudrup 820, Søren Busk 765, Klaus Berggreen 729, Preben Elkjær 720, John Sivebæk 690, Henrik Andersen 672,
Troels Rasmussen 630, Ivan Nielsen 630 og Jens Jørn Bertelsen 567. Reserver: Jesper Olsen 549, Frank Arnesen 529, Jan Mølby 528, Kent Nielsen 360, John Eriksen 340,
Ole Qvist 270, Jan Bartram 180, Lars Høgh 180, Allan Simonsen 155, John Lauridsen 135, Pierre Larsen 102, Per Frimann 93, Flemming Christensen 90,
Lars Olsen 90, Michael Manniche 90, Claus Nielsen 81, Lars Lunde 45, Morten Donnerup 21, John Faxe Jensen 9 og Steen Tychosen 9 minutter.
| Nr. | Dato       | Modstander      | Spillested     | Resultat | Turnering        | Bemærkning                         |
| --- | ---------- | --------------- | -------------- | -------- | ---------------- | ---------------------------------- |
| 64  | 26.03.1986 | Nordirland      | Belfast        | 1 - 1    | Venskabskamp     | Jesper Olsens kamp nr. 25          |
| 65  | 09.04.1986 | Bulgarien       | Sofia          | 0 - 3    | Venskabskamp     | Lars Olsens debut                  |
| 66  | 13.05.1986 | Norge           | Oslo           | 0 - 1    | Venskabskamp     | Søren Lerbys kamp nr. 50           |
| 67  | 16.05.1986 | Polen           | København      | 1 - 0    | Venskabskamp     | -                                  |
| 68  | 04.06.1986 | Skotland        | Nezahualcoyotl | 1 - 0    | VM slutrunde     | -                                  |
| 69  | 08.06.1986 | Uruguay         | Nezahualcoyotl | 6 - 1    | VM slutrunde     | -                                  |
| 70  | 13.06.1986 | Vesttyskland    | Queretaro      | 2 - 0    | VM slutrunde     | -                                  |
| 71  | 18.06.1986 | Spanien         | Queretaro      | 1 - 5    | VM slutrunde     | Søren Busks kamp nr. 50            |
| 72  | 10.09.1986 | DDR             | Leipzig        | 1 - 0    | Venskabskamp     | -                                  |
| 73  | 24.09.1986 | Tyskland        | København      | 0 - 2    | Venskabskamp     | Allan Simonsens 55. og sidste kamp |
| 74  | 29.10.1986 | Finland         | København      | 1 - 0    | EM kvalifikation | Jan Mølbys kamp nr. 25             |
| 75  | 12.11.1986 | Tjekkoslovakiet | Bratislava     | 0 - 0    | EM kvalifikation | Frank Arnesens kamp nr. 50         |

## 1987
Dette blev lidt af et mellemår med et par gevaldige sejre i OL-kvalifikationen.
Trods nogle lukne kampe og resultater i EM-kvalifikationen rakte det til en førsteplads i puljen, hovedsagligt fordi at andre resultater flaskede sig til Danmarks fordel.
6 sejre, 1 uafgjort og 4 nederlag rakte det til, med målscoren 20-6 i Danmarks favør. Målscorerne var Claus Nielsen fra Brøndby IF med 5 mål, Kim Vilfort 3, Jan Mølby 2,
Flemming Povlsen 2, Ulrik Moseby 2, Lars Olsen 2, Bjørn Kristensen 1, John Faxe Jensen 1, Kent Nielsen 1 og Preben Elkjær 1 mål.
A-landsholdet: Troels Rasmussen 450 minutter, Morten Olsen 450, Ivan Nielsen 450, Søren Lerby 393, John Sivebæk 372, Jens Jørn Bertelsen 360, Preben Elkjær 332,
John Faxe Jensen 315 (+418 på OL-holdet), Klaus Berggreen 312, Michael Laudrup 310 og Jesper Olsen 293. Reserver: Søren Busk 225, Jan Heintze 225,
Flemming Povlsen 197 (+325 på OL-holdet), Jan Mølby 180, Frank Arnesen 180, John Eriksen 163, Per Frimann 135 (+90 på OL-holdet), Lars Høgh 90 og Lars Lunde 48 minutter.
OL-holdet: Kent Nielsen 450 minutter (+179 på A-holdet), Lars Olsen 450 (+104 på A-holdet), Bjørn Kristensen 450 (+90 på A-holdet), Peter Schmeichel 450,
Claus Nielsen 405 (+69 på A-holdet), Per Steffensen 341, Ulrik Moseby 270, John Helt 270, Jan Bartram 263, Kim Vilfort 241, John Lauridsen 180 (+17 på A-holdet),
Pierre Larsen 165, Michael Manniche 90, Keld Bordinggaard 32, Bjarne Goldbæk 19, Brian Laudrup 19, Carsten Pedersen 15 og Johnny Hansen 7 (+1 på A-holdet).
| Nr. | Dato       | Modstander      | Spillested  | Resultat | Turnering        | Bemærkning                         |
| --- | ---------- | --------------- | ----------- | -------- | ---------------- | ---------------------------------- |
| 76  | 29.04.1987 | Finland         | Helsingfors | 1 - 0    | EM kvalifikation | Jan Heintzes debut                 |
| 77  | 20.05.1987 | Grækenland      | Levadia     | 5 - 0    | OL kvalifikation | Peter Schmeichels debut            |
| 78  | 03.06.1987 | Tjekkoslovakiet | København   | 1 - 1    | EM kvalifikation | Frank Arnesens 52. og sidste       |
| 79  | 10.06.1987 | Rumænien        | Aalborg     | 8 - 0    | OL kvalifikation | John Lauridsens kamp nr. 25        |
| 80  | 26.08.1987 | Sverige         | Stockholm   | 0 - 1    | Venskabskamp     | -                                  |
| 81  | 03.09.1987 | Rumænien        | Bacau       | 2 - 1    | OL kvalifikation | Michael Manniches 11. og sidste    |
| 82  | 09.09.1987 | Wales           | Cardiff     | 0 - 1    | EM kvalifikation | Jens Jørn Bertelsens 69. og sidste |
| 83  | 23.09.1987 | Tyskland        | Hamburg     | 0 - 1    | Venskabskamp     | -                                  |
| 84  | 14.10.1987 | Wales           | København   | 1 - 0    | EM kvalifikation | Troels Rasmussens kamp nr. 25      |
| 85  | 28.10.1987 | Polen           | Szczecin    | 2 - 0    | OL kvalifikation | -                                  |
| 86  | 18.11.1987 | Tyskland        | Aarhus      | 0 - 1    | OL kvalifikation | Brian Laudrups debut               |

## 1988
Med 3 nederlag blev slutrunden i Tyskland den værste Danmark havde medvirket i.
Trods 6 sejre, 1 uafgjort og blot 1 nederlag, samt en målscore på hele 25-3, lykkedes det ikke Danmark at kvalificere sig til OL i Seoul.
Ellers var året præget af usædvanlig mange venskabskampe med blandede resultater.
Samlet blev det til 5 sejre, 4 uafgjorte og 6 nederlag, med en målscore på 20-17. Danske målscorere var Flemming Povlsen 5 mål, John Eriksen 3, Lars Elstrup 3,
Claus Nielsen 2, Brian Laudrup 1, Per Frimann 1, Bjørn Kristensen 1, Kim Vilfort 1, Morten Olsen 1, Michael Laudrup 1 og Jan Bartram 1 mål.
A-landsholdet: Flemming Povlsen 855 minutter (+254 på OL-holdet), John Sivebæk 846, Jan Heintze 821, John Helt 781 (+256 på OL-holdet), Michael Laudrup 751, Lars Olsen 749 (+270 på OL-holdet), Peter Schmeichel 720 (+270 på OL-holdet), John Faxe Jensen 694 (+14 minutter på OL-holdet), Morten Olsen 507, Kent Nielsen 450 (+149 på OL-holdet) og Søren Busk 405. Reserver: Bjørn Kristensen 375 (+270 på OL-holdet), Troels Rasmussen 360, Lars Elstrup 359, Kim Vilfort 351 (+196 på OL-holdet), Ivan Nielsen 350, Jan Bartram 329 (+268 på OL-holdet), John Eriksen 297, Preben Elkjær 270, Johnny Hansen 225, Jesper Olsen 212, Søren Lerby 206, Per Frimann 148, Klaus Berggreen 138, Jan Mølby 135, Kenneth Brylle 91, Henrik Andersen 90, Mark Strudal 90 (+57 på OL-holdet), Bjarne Jensen 71, John Lauridsen 45 og Kurt Jørgensen fra Næstved 18 minutter.
OL-holdet: Pierre Larsen 270 (+23 på A-holdet), Claus Nielsen 180 (+45 på A-holdet), Ulrik Moseby 180 (+45 på A-holdet), Brian Laudrup 166 (+28 på A-holdet),
Per Steffensen 121, Bent Christensen 33, Jan Lauridsen 14 og Ejner Rahbek 2 minutter.
| Nr. | Dato       | Modstander      | Spillested    | Resultat | Turnering        | Bemærkning                    |
| --- | ---------- | --------------- | ------------- | -------- | ---------------- | ----------------------------- |
| 87  | 30.03.1988 | Tyskland        | Osnabrück     | 1 - 1    | OL kvalifikation | -                             |
| 88  | 20.04.1988 | Grækenland      | Aalborg       | 4 - 0    | OL kvalifikation | -                             |
| 89  | 27.04.1988 | Østrig          | Wien          | 0 - 1    | Venskabskamp     | John Lauridsens 27. og sidste |
| 90  | 10.05.1988 | Ungarn          | Budapest      | 2 - 2    | Venskabskamp     | -                             |
| 91  | 18.05.1988 | Polen           | Aarhus        | 3 - 0    | OL kvalifikation | Mark Strudals debut           |
| 92  | 01.06.1988 | Tjekkoslovakiet | København     | 0 - 1    | Venskabskampe    | -                             |
| 93  | 05.06.1988 | Belgien         | Odense        | 3 - 1    | Venskabskamp     | John Sivebæks kamp nr. 50     |
| 94  | 11.06.1988 | Spanien         | Hannover      | 2 - 3    | EM slutrunde     | Søren Busks 61. og sidste     |
| 95  | 14.06.1988 | Tyskland        | Gelsenkirchen | 0 - 2    | EM slutrunde     | Preben Elkjærs 69. og sidste  |
| 96  | 17.06.1988 | Italien         | Köln          | 0 - 2    | EM slutrunde     | -                             |
| 97  | 31.08.1988 | Sverige         | Stockholm     | 2 - 1    | Venskabskamp     | Lars Elstrups debut           |
| 98  | 14.09.1988 | England         | London        | 0 - 1    | Venskabskamp     | -                             |
| 99  | 28.09.1988 | Island          | København     | 1 - 0    | Venskabskamp     | -                             |
| 100 | 19.10.1988 | Grækenland      | Athen         | 1 - 1    | VM kvalifikation | -                             |
| 101 | 02.11.1988 | Bulgarien       | København     | 1 - 1    | VM kvalifikation | Michael Laudrups kamp nr. 50  |

## 1989
Dette år indebar lidt alternative turneringer, hvor DBU's egen 100-års jubilæum står klarest i erindringen med nogle solide sejre over Sverige og Brasilien.
Kvalifikationen til VM i Italien glippede med nederlaget til Rumænien.
Senere på dagen var der en ekstra chance, hvis Vesttyskland ikke kunne besejre Wales på hjemmebane, og det var faktisk tæt på at lykkedes, da waliserne havde en kæmpe chance for at udligne til sidst.
Det sidste år bibragte 7 sejre, 4 uafgjorte og 3 nederlag, med en målscore på 30-11. Målscorere var Lars Elstrup 5, Flemming Povlsen 5, Michael Laudrup 4, Brian Laudrup 3,
Jan Bartram 3, Kent Nielsen 2, Henrik Andersen 2, Henrik Larsen 1, Kim Vilfort 1, Morten Olsen 1, Lars Olsen 1 og Jan Heintze 1. Desuden lavede Canada et selvmål.
Lars Olsen spillede samtlige 1.260 minutter. Dernæst var der mest spilletid til: Peter Schmeichel 1.035, Brian Laudrup 1.017, Kent Nielsen 990, John Larsen 824,
Jan Bartram 812, Flemming Povlsen 741, Michael Laudrup 720, John Faxe Jensen 649, Lars Elstrup 642 og John Helt 597 minutter.
Reserver: Jan Heintze 475, Henrik Larsen 463, Ivan Nielsen 429, John Sivebæk 373, Henrik Risom 360, Ulrik Moseby 281, Kim Vilfort 241, Henrik Andersen 233,
Morten Olsen 228, Troels Rasmussen 225, Johnny Mølby 189, Bent Christensen fra Lyngby 174, Bent Christensen Arensøe 'Turbo' fra Brøndby 160, Hans Erfurt 110,
Per Frimann 104, Søren Lerby 90, Jan Mølby 90, Johnny Hansen fra OB 90, Johnny Hansen fra Ikast 87, Flemming Christensen 72, Bjarne Jensen 58,
Mark Strudal 15, Bjørn Kristensen 14, Brian Rasmussen 8 og Peter Rasmussen 4 minutter.
| Nr. | Dato       | Modstander | Spillested | Resultat | Turnering        | Bemærkning                    |
| --- | ---------- | ---------- | ---------- | -------- | ---------------- | ----------------------------- |
| 102 | 08.02.1989 | Malta      | Valletta   | 2 - 0    | 4-nationers      | Henrik Larsens debut          |
| 103 | 10.02.1989 | Finland    | Valletta   | 0 - 0    | 4-nationers      | Lars Olsens kamp nr. 25       |
| 104 | 12.02.1989 | Algeriet   | Valletta   | 0 - 0    | 4-nationers      | -                             |
| 105 | 22.02.1989 | Italien    | Pisa       | 0 - 1    | Venskabskamp     | -                             |
| 106 | 12.04.1989 | Canada     | Aalborg    | 2 - 0    | Venskabskamp     | -                             |
| 107 | 26.04.1989 | Bulgarien  | Sofia      | 2 - 0    | VM kvalifikation | Morten Olsens kamp nr. 100    |
| 108 | 17.05.1989 | Grækenland | København  | 7 - 1    | VM kvalifikation | Flemming Povlsens kamp nr. 25 |
| 109 | 07.06.1989 | England    | København  | 1 - 1    | DBU jubilæum     | -                             |
| 110 | 14.06.1989 | Sverige    | København  | 6 - 0    | DBU jubilæum     | John Faxes kamp nr. 25        |
| 111 | 18.06.1989 | Brasilien  | København  | 4 - 0    | DBU jubilæum     | -                             |
| 112 | 23.08.1989 | Belgien    | Brügge     | 0 - 3    | Venskabskamp     | Peter Schmeichels kamp nr. 25 |
| 113 | 06.09.1989 | Holland    | Amsterdam  | 2 - 2    | KNVB jubilæum    | Per Frimanns 17. og sidste    |
| 114 | 11.10.1989 | Rumænien   | København  | 3 - 0    | VM kvalifikation | Ivan Nielsens kamp nr. 50     |
| 115 | 15.11.1989 | Rumænien   | Bukarest   | 1 - 3    | VM kvalifikation | Søren Lerbys nr. 67 og sidste |

## Samlet
Det var ikke lige muntert og succesfuldt i alle 115 kampe, men de mange dueller, som henrykte publikum, vil for evigt stå som landsholdets indtræden på fodboldverdenens eliteplan.
Til al held gik det betydeligt bedre i de betydningsfulde matcher frem for venskabskampene.
| Turnering              | Kampe | Vundne | Uafgjorte | Nederlag | Målscore  | Point | Kvotient |
| ---------------------- | ----- | ------ | --------- | -------- | --------- | ----- | -------- |
| Nordiske mesterskaber  | 8     | 6      | 1         | 1        | 15 - 9    | 19    | 2,375    |
| Andre turneringer 1989 | 7     | 3      | 4         | 0        | 15 - 3    | 16    | 2,286    |
| Kvalifikationskampe    | 36    | 21     | 6         | 9        | 67 - 30   | 67    | 1,861    |
| OL kvalifikation       | 16    | 7      | 5         | 4        | 32 - 13   | 26    | 1,625    |
| Slutrunder             | 11    | 5      | 1         | 5        | 21 - 17   | 16    | 1,455    |
| Venskabskampe          | 37    | 13     | 5         | 19       | 36 - 48   | 44    | 1,189    |
| Total                  | 115   | 55     | 22        | 38       | 186 - 120 | 187   | 1,626    |

I alt 108 spillere nåede at spille på landsholdet i 1980'erne. De spillede i gennemsnit 1.057 minutter hver. Færrest minutter blev det til Tommy Christensen med sølle 3,
Peter Rasmussen 4, Brian Rasmussen 8, Peter Hertz 11, Jan Lauridsen 14, Carsten Pedersen 15, Kurt Jørgensen 18, Bjarne Goldbæk 19, Frank Løndal og Jens Kolding hver 20 minutter.
Mest spilletid blev der til:
| Nr. | Navn                | Min.  |
| --- | ------------------- | ----- |
| 1   | Morten Olsen        | 5.173 |
| 2   | Jens Jørn Bertelsen | 4.971 |
| 3   | Preben Elkjær       | 4.957 |
| 4   | Michael Laudrup     | 4.843 |
| 5   | Søren Lerby         | 4.733 |
| 6   | Søren Busk          | 4.657 |
| 7   | Ivan Nielsen        | 4.458 |
| 8   | John Sivebæk        | 4.288 |
| 9   | Klaus Berggreen     | 3.508 |
| 10  | Ole Qvist           | 3.181 |
| 11  | Frank Arnesen       | 2.964 |

| Nr. | Navn             | Min.  |
| --- | ---------------- | ----- |
| 12  | Lars Olsen       | 2.923 |
| 13  | Troels Rasmussen | 2.790 |
| 14  | Kent Nielsen     | 2.758 |
| 15  | Ole Rasmussen    | 2.667 |
| 16  | Jesper Olsen     | 2.645 |
| 17  | John Helt        | 2.482 |
| 18  | Peter Schmeichel | 2.475 |
| 19  | Allan Simonsen   | 2.410 |
| 20  | John Faxe Jensen | 2.099 |
| 21  | Per Røntved      | 2.095 |
| 22  | Jan Mølby        | 1.936 |

| Nr. | Navn             | Min.  |
| --- | ---------------- | ----- |
| 23  | Jan Bartram      | 1.897 |
| 24  | Flemming Povlsen | 1.850 |
| 25  | Lars Bastrup     | 1.748 |
| 26  | John Lauridsen   | 1.619 |
| 27  | Jan Heintze      | 1.521 |
| 28  | Ole Madsen       | 1.396 |
| 29  | Ole Kjær         | 1.362 |
| 30  | Kim Vilfort      | 1.310 |
| 31  | Pierre Larsen    | 1.266 |
| 32  | Brian Laudrup    | 1.230 |
| 33  | Bjørn Kristensen | 1.199 |

| Nr. | Navn                 | Min.  |
| --- | -------------------- | ----- |
| 34  | Henrik Andersen      | 1.142 |
| 35  | John Eriksen         | 1.078 |
| 36  | Flemming Christensen | 1.007 |
| 37  | John Larsen          | 1.004 |
| 38  | Lars Elstrup         | 1.001 |
| 39  | Per Frimann          | 943   |
| 40  | Claus Nielsen        | 780   |
| 41  | Ulrik Moseby         | 776   |
| 42  | Ejner Rahbek         | 730   |
| 43  | Michael Manniche     | 699   |
| 44  | Henrik Eigenbrod     | 644   |

### Målscorere
De 186 mål fordelte sig på 42 forskellige spillere, plus et selvmål fra Canada.
| - Preben Elkjær 29 - Michael Laudrup 23 - Flemming Povlsen 12 - Frank Arnesen 12 - Allan Simonsen 9 - Lars Elstrup 8 - Claus Nielsen 7 | - Søren Lerby 7 - John Eriksen 6 - Lars Bastrup 6 - Jesper Olsen 5 - Kim Vilfort 5 - Klaus Berggreen 5 - Brian Laudrup 4 | - Jan Bartram 4 - John Lauridsen 3 - Kent Nielsen 3 - Lars Olsen 3 - Bjørn Kristensen 2 - Flemming Christensen 2 - Henrik Andersen 2 | - Henrik Eigenbrod 2 - Jan Mølby 2 - Kenneth Brylle 2 - Michael Manniche 2 - Morten Olsen 2 - Søren Busk 2 - Ulrik Moseby 2 | - Allan Hansen 1 - Benny Nielsen 1 - Brian Chrøis 1 - Henrik Larsen 1 - Jan Heintze 1 - Jens Jørn Bertelsen 1 - Jens Steffensen 1 | - John Faxe Jensen 1 - John Sivebæk 1 - Lars Lundvist 1 - Michael Spangsborg 1 - Morten Donnerup 1 - Per Frimann 1 - Per Røntved 1 |

Anførerbindet sad på Morten Olsen i 50 kampe, Lars Olsen 23 (heraf 6 på OL-holdet), Per Røntved 21, Sten Ziegler 4, Allan Simonsen 4, Michael Christensen 3 (OL),
Leif Hansen 3 (OL), Allan Nielsen 2 (OL), Pierre Larsen 2 (OL), Preben Elkjær 1, Søren Lerby 1 og Jens Jørn Bertelsen 1 kamp.

### Fair Play
Det blev til 2 udvisninger grundet to gule kort, til henholdsvis Klaus Berggreen i minut 116 og Frank Arnesen i minut 89. Danmark spillede altså kun i undertal i sammenlagt 5 minutter.
Der blev uddelt yderligere 47 gule kort, heraf 10 gange til Preben Elkjær, 7 til Søren Lerby, 3 til Flemming Povlsen, 3 til John Faxe Jensen, 2 yderligere til Klaus Berggreen,
2 til Jesper Olsen, 2 til Ivan Nielsen, 2 til Jan Mølby, 2 til Bjørn Kristensen og 2 til Jan Heintze. Desuden 1 til følgende: Per Røntved, Morten Olsen, Lars Bastrup,
Sten Ziegler, Leif Hansen, Ejner Rahbek, John Lauridsen, Ole Rasmussen, Søren Busk, Michael Laudrup, Kim Vilfort og Ulrik Moseby.